# Annelie Buntenbach

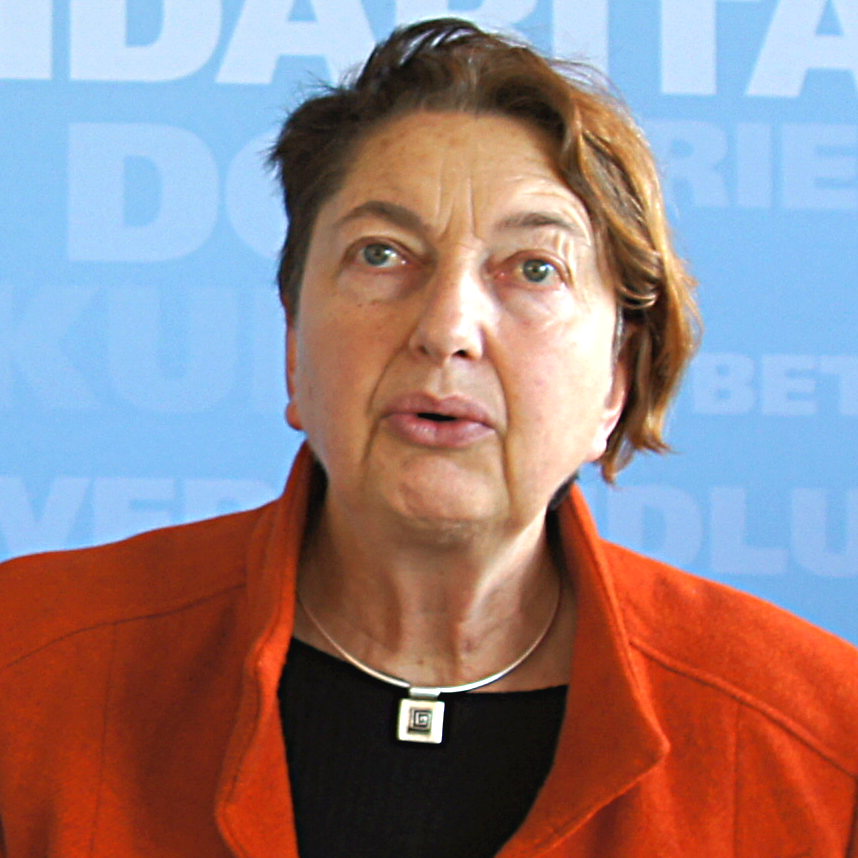
Annelie Buntenbach, 2015

Annelie Buntenbach (* 24. Februar 1955 in Solingen) ist eine deutsche ehemalige Gewerkschaftsfunktionärin sowie Politikerin der Partei Bündnis 90/Die Grünen. Sie war von 1994 bis 2002 Mitglied des Bundestags. Von 2006 bis 2020 gehörte sie dem geschäftsführenden DGB-Bundesvorstand an.

## Ausbildung und Beruf
Buntenbach studierte ab 1973 in Bielefeld Lehramt für Geschichte und Philosophie. Nach dem zweiten Staatsexamen ging sie nicht in den staatlichen Schuldienst. 1984 gründete sie den Druckvorstufenbetrieb „Satzbau“ in Bielefeld.
Annelie Buntenbach ist verheiratet und wohnt in Bielefeld.

## Politik
Ihre Mitgliedschaft bei den Grünen besteht seit 1982. Dem Stadtrat von Bielefeld gehörte Annelie Buntenbach von 1984 bis 1989 an. Seit 1984 ist sie Mitglied der „Antifa-West“ in Bielefeld und war an der Herausgabe der von dieser herausgegebenen Zeitschrift Schlag nach beteiligt. Sie gehörte auch zum Herausgeberkreis der inzwischen eingestellten Zeitschrift antifaschistische nachrichten. Sie gründete den Verein „Argumente und Kultur gegen rechts“ in Bielefeld.
Buntenbach war vom 10. November 1994 bis zum 17. Oktober 2002 Mitglied des Deutschen Bundestages, in den sie über die nordrhein-westfälische Landesliste von Bündnis 90/Die Grünen gewählt wurde. 1999 gehörte sie zu den Politikern, die auf dem Sonderparteitag der Grünen den Kosovo-Krieg ablehnten.
2005 wurde sie Mitglied im inzwischen aufgelösten Wissenschaftlichen Beirat der globalisierungskritischen Bewegung Attac Deutschland. Außerdem ist sie offizielle Mitunterstützerin der seit 2006 stattfindenden überwachungskritischen Datenschutzdemonstration Freiheit statt Angst. Im Jahr 2010 war sie Gründungsmitglied und ist seither Mitglied im Kuratorium des Instituts Solidarische Moderne.

## Gewerkschaft
Seit November 2002 war sie Leiterin der Abteilung Sozialpolitik beim Bundesvorstand der IG Bauen-Agrar-Umwelt. Sie kandidierte als Mitglied der IG Bauen-Agrar-Umwelt auf Vorschlag der Gewerkschaftsführungen auf dem Bundeskongress des DGB am 23. Mai 2006 für das Amt eines Mitglieds des geschäftsführenden Bundesvorstand und wurde im ersten Wahlgang gewählt. In dieser Positionen wurde sie auf den DGB-Bundeskongressen 2014 und 2018 für eine jeweils vierjährige Amtszeit bestätigt.
Von 2006 bis 2020 war Buntenbach im Ehrenamt als Vertreterin der Gruppe der Versicherten alternierende Vorstandsvorsitzende der Deutschen Rentenversicherung Bund (zusammen mit Alexander Gunkel für die Gruppe der Arbeitgeber). Von April 2007 bis 2020 war sie Mitglied im Sozialbeirat der Bundesregierung.
Buntenbach war von Juli 2006 bis November 2020 alternierende Vorsitzende des Verwaltungsrates der Bundesagentur für Arbeit, im jährlichen Wechsel mit dem Vertreter der Gruppe der Arbeitgeber (bis 2017 Peter Clever).
Von Juni 2018 bis März 2020 war sie zudem Mitglied in der von der Bundesregierung eingesetzten Rentenkommission „Verlässlicher Generationenvertrag“
Im Februar 2020 ging Buntenbach in den Ruhestand.